# Giancarlo Baghetti

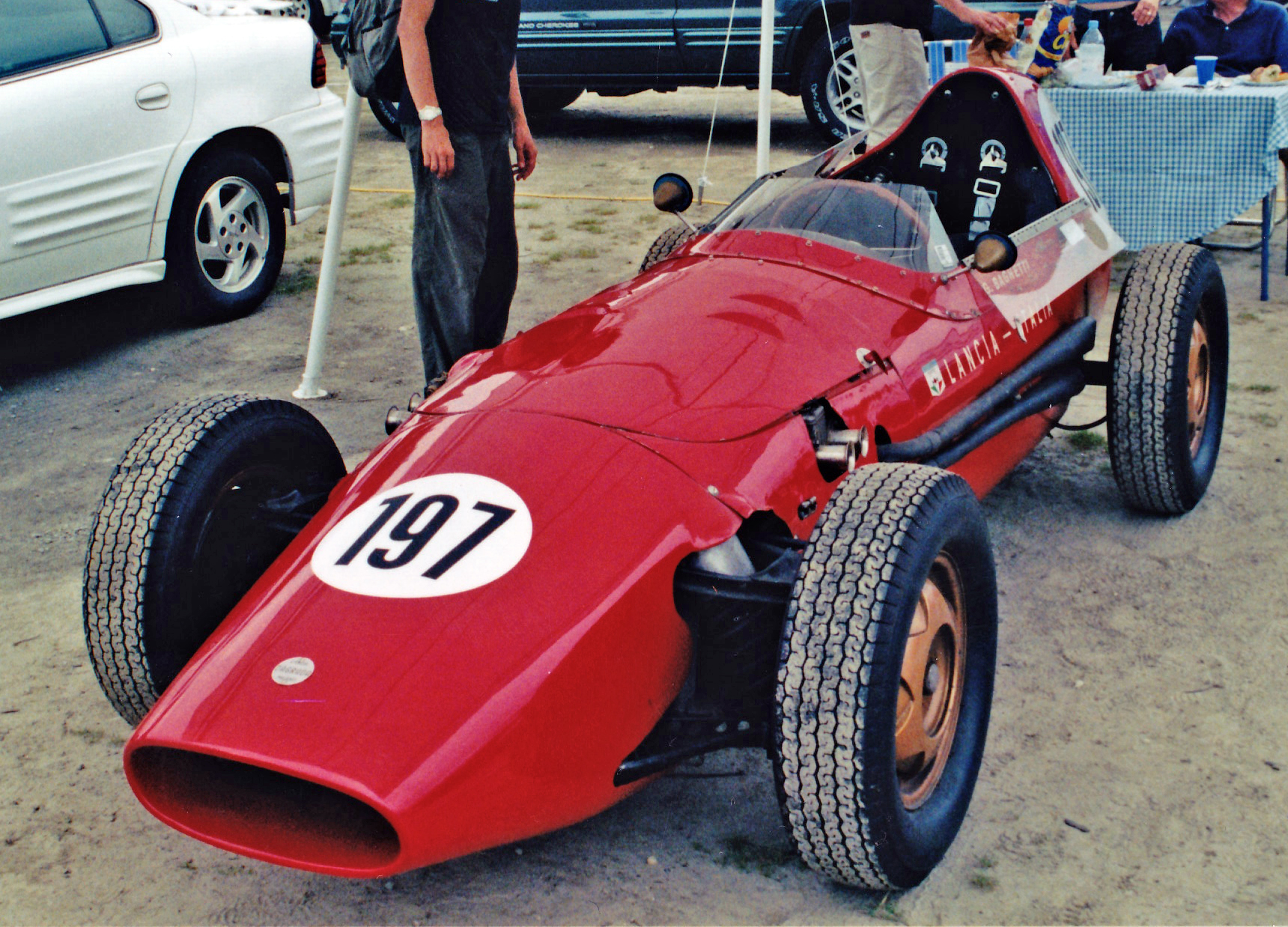
Voiture Dagrada-Lancia Appia de Formula Junior italienne, pilotée par Baghetti en 1959.

Giancarlo Baghetti, né le 25 décembre 1934 à Milan et mort le 27 novembre 1995 d'un cancer dans la même ville, est un pilote automobile italien. À l'issue du Grand Prix de France 1961 disputé sur le circuit de Reims-Gueux, il devient, avec Giuseppe Farina (vainqueur du GP inaugural du championnat du monde à Silverstone), le seul pilote à s'être imposé dès sa première participation à un Grand Prix du championnat du monde.

## Biographie
Giancarlo Baghetti commence sa carrière en 1956, dans des courses de voiture de tourisme. À partir de 1959, il passe à la monoplace et dispute diverses épreuves de Formule Junior. 
Plusieurs bons résultats font de lui l'un des pilotes italiens les plus prometteurs de sa génération et lui valent d'obtenir le soutien de la fédération italienne, la Federazione Italiana Scuderie Automobilistiche. Fin avril 1961, la FISA, qui cherche alors à favoriser l'accès de ses pilotes au plus haut niveau, engage pour Baghetti une Ferrari 246P V6 (une Formule 2 de la saison 1960, qui correspond à la nouvelle réglementation technique F1) à l'occasion du Grand Prix de Syracuse, une course de Formule 1 hors-championnat à laquelle participent plusieurs habitués du championnat du monde. Qualifié en première ligne entre Dan Gurney et John Surtees, Baghetti rate complètement son départ, mais ne tarde pas à se hisser en première position, et, pour sa toute première apparition en F1 s'impose devant Gurney. Trois semaines plus tard, Baghetti participe au Grand Prix de Naples (à nouveau une épreuve hors-championnat) où en raison de la concordance de date avec le GP de Monaco, l'opposition est moins relevée qu'à Syracuse. Encore une fois, Baghetti exploite parfaitement la supériorité de son V6 Ferrari, et décroche sa deuxième victoire en deux courses. 
Giancarlo Baghetti fait ses débuts en championnat du monde lors du Grand Prix de France 1961, disputé sur le circuit de Reims. Sous les couleurs de la Scuderia Sant'Ambroeus, toujours grâce au soutien de la FISA, il est engagé sur une Ferrari 156, la monoplace qui domine largement le championnat du monde aux mains de Phil Hill et Wolfgang von Trips. Qualifié dans le ventre mou du peloton, Baghetti gagne rapidement des positions, profitant notamment des abandons des trois pilotes officiels Ferrari, grands favoris de la course. À quelques tours de l'arrivée, Baghetti est en bagarre pour la victoire avec les Porsche de Jo Bonnier et Dan Gurney, et sur le tracé champenois où l'aspiration est reine, les trois pilotes s'échangent régulièrement le commandement. À trois tours du drapeau à damier, Bonnier renonce sur casse moteur, laissant Gurney et Baghetti s'expliquer comme à Syracuse. À Reims, l'adage veut que le premier pilote à Thillois (le dernier virage avant l'arrivée) a course perdue, et la tactique consiste donc à laisser l'initiative à son adversaire. Pourtant moins expérimenté, Baghetti s'avère le plus malin à ce petit jeu: il laisse Gurney lancer le sprint final et passer en premier à Thillois. Profitant, à la fois de la puissance de son V6 Ferrari et du phénomène d'aspiration, il le déborde irrésistiblement dans la longue ligne droite d'arrivée. Baghetti devient ainsi le premier pilote à s'imposer dès son premier Grand Prix en championnat du monde (exception faite bien sûr de Farina en 1950), et remporte également son troisième Grand Prix de Formule 1 en autant de participations.
À partir du GP suivant, en Grande-Bretagne, l'état de grâce abandonne Baghetti puisqu'il est victime d'une sortie de piste. Il n'est guère plus heureux à Monza, où son moteur le trahit alors qu'il pouvait espérer terminer sur le podium. Il signe tout de même le meilleur tour en course. Plus tard dans l'année, au volant d'une Porsche privée, il remporte sa quatrième et dernière victoire en F1, à l'occasion du peu relevé Grand Prix de Vallelunga, une épreuve hors-championnat.

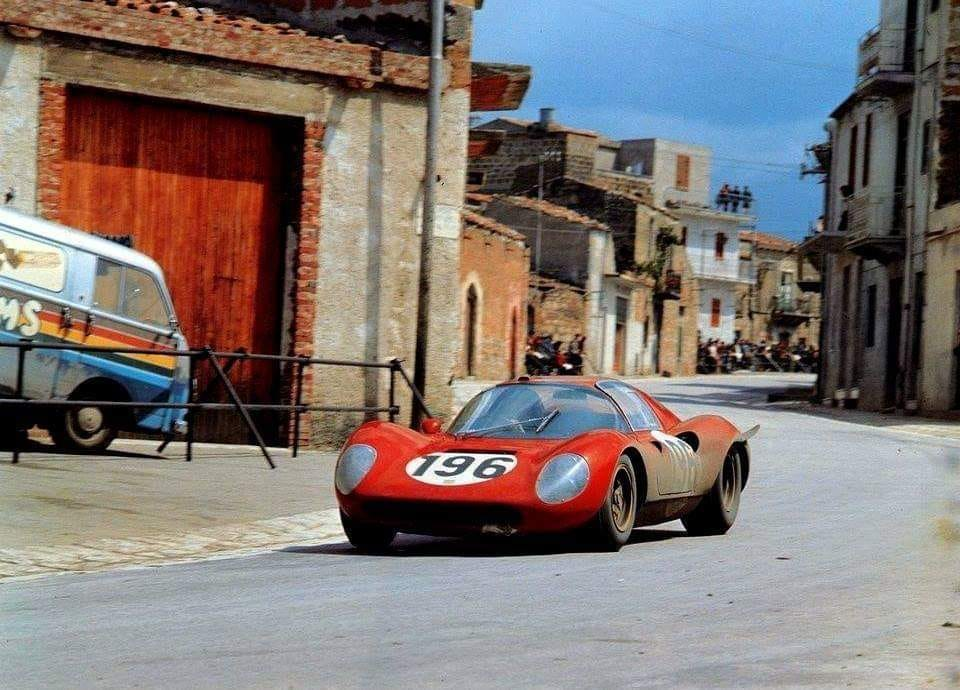
Giancarlo Baghetti à la Targa Florio 1966.

Logiquement, ses excellents résultats lui permettent d'être intégré à la Scuderia Ferrari lors de la saison suivante. Mais affaiblie durant l'intersaison par les départs fracassants du directeur sportif Romolo Tavoni et surtout du directeur technique Carlo Chiti, partis fonder ATS, la Scuderia n'est plus que l'ombre d'elle-même en 1962, et cela d'autant plus que la concurrence a redressé la tête. Mais au sein même des nombreux pilotes Ferrari, Baghetti ne se montre pas non plus comme le plus tranchant, ternissant l'image qu'il avait de lui la saison précédente. 
Pour la saison 1963, il quitte Ferrari pour rejoindre le projet ATS en compagnie de Phil Hill mais l'expérience s'avèrera être un fiasco retentissant, avec une très modeste quinzième place en Italie en guise de meilleur résultat. En 1964, sur une BRM privée de la Scuderia Centro Sud, il dispute une nouvelle saison dans l'anonymat. À partir de 1965, il délaisse la Formule 1 (il se contentera de participer trois fois consécutivement à son Grand Prix national, sur des Brabham, Ferrari et Lotus privées) pour participer à des épreuves de moindre importance. Il participe aux 24 Heures du Mans à six reprises -dont cinq sur Ferrari- entre 1961 et 1968 (pour autant d'abandons). En 1968, un gros crash dans une course de F2 à Monza l'incite à prendre sa retraite, durant la deuxième moitié de la saison 1969. 
Reconverti dans le journalisme, Giancarlo Baghetti s'est éteint en 1995 des suites d'un cancer.

## Résultats en championnat du monde de Formule 1
| Saison | Écurie                                                                | Châssis                | Moteur            | Pneus            | GP disputés | Points inscrits | Classement |
| ------ | --------------------------------------------------------------------- | ---------------------- | ----------------- | ---------------- | ----------- | --------------- | ---------- |
| 1961   | Federazione Italiana Scuderie Automobilistiche Scuderia Sant Ambroeus | Ferrari 156            | Ferrari V6        | Dunlop           | 3           | 9               | 9e         |
| 1962   | Scuderia Ferrari SpA SEFAC                                            | Ferrari 156            | Ferrari V6        | Dunlop           | 4           | 5               | 11e        |
| 1963   | Automobili Turismo e Sport                                            | 100                    | ATS V8            | Dunlop           | 5           | 0               | Nc         |
| 1964   | Scuderia Centro Sud                                                   | BRM P57                | BRM V8            | Dunlop           | 6           | 0               | Nc         |
| 1965   | Brabham Racing Organisation                                           | BT7                    | Climax V8         | Goodyear         | 1           | 0               | Nc         |
| 1966   | Anglo-Suisse Racing Team Reg Parnell Racing Team                      | Cooper T82 Ferrari 246 | BRM L4 Ferrari V6 | Dunlop Firestone | 1           | 0               | Nc         |
| 1967   | Team Lotus                                                            | 49                     | Cosworth V8       | Firestone        | 1           | 0               | Nc         |

## Résultats en Sport

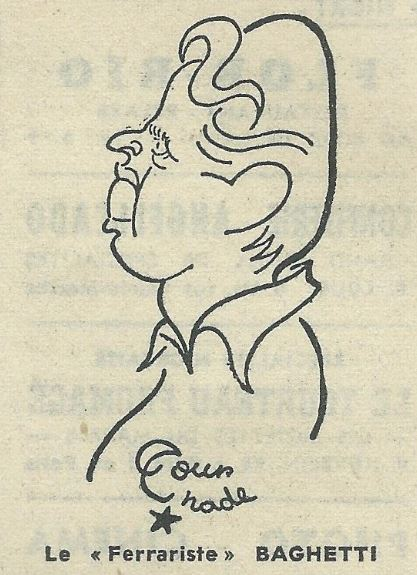
Caricature de Baghetti (par Maurice Tournade), lors des 24 Heures du Mans 1964.

- Championnat d'Europe FIA des voitures de tourisme (ETCC): 1966 en Division 1 (Abarth champion des constructeurs de Div.1);
  - Vice-champion d'Europe tourisme 1966, toutes classes confondues;
- 4 Heures de Monza 1964 ETCC (Alfa Romeo Giulia TI Super, pour Jolly Club), et 1966 en Division 1 ETCC (Fiat-Abarth 1000 TC, pilote officiel);
- Aspern 1966 en Division 1 ETCC (Fiat-Abarth 1000 TC, pilote officiel);
  - 2e des 12 Heures de Sebring 1961 (sur Ferrari 250 TRI);
  - 2e de la Targa Florio 1962 (Ferrari Dino 196 SP);

## Résultats aux 24 heures du Mans
| Année | Châssis             | Écurie                     | Coéquipier          | Résultat |
| ----- | ------------------- | -------------------------- | ------------------- | -------- |
| 1961  | Ferrari 250 GT      | Scuderia Ferrari           | Fernand Tavano      | Abandon  |
| 1962  | Ferrari Dino 268 SP | Sefac Ferrari SpA          | Ludovico Scarfiotti | Abandon  |
| 1964  | Ferrari 275 P       | Sefac Ferrari SpA          | Umberto Maglioli    | Abandon  |
| 1965  | Ferrari Dino 166 P  | SpA Dino Sefac             | Mario Casoni        | Abandon  |
| 1967  | Ferrari 412 P       | North American Racing Team | Pedro Rodriguez     | Abandon  |
| 1968  | Alfa Romeo T33/2    | Autodelta SpA              | Nino Vaccarella     | Abandon  |